# Paul Burton
Paúl Jorge Burton Salvatierra (Huacaraje, 25 de junio de 1992-Santa Cruz de la Sierra, 11 de diciembre de 2016) fue un futbolista boliviano. Jugaba como defensa y su último club fue Oriente Petrolero de la Primera División de Bolivia.

## Trayectoria

### Real Mamoré
Burton debutó con la camiseta de Real Mamoré a la edad de 18 años, el 17 de abril de 2011, en el triunfo 3-2 ante La Paz Fútbol Club en el Estadio Gran Mamoré y Paul disputó los 90 minutos, siendo parte del once titular.
Disputó un total de trece partidos con Real Mamoré.

### San José
En junio de 2012 se transforma en nuevo refuerzo de San José y tiene su debut el 19 de setiembre en el empate 2-2 contra Oriente Petrolero. Se consolidó como habitual titular en el plantel. Finalmente serían subcampeones del Apertura 2012.
Mientras que el 10 de abril de 2013 debutaría en copas internacionales en un partido válido por la jornada 6 de la fase de grupos de la Copa Libertadores ante el Corinthians donde los santos caerían por 3-0.
En el Torneo Clausura 2013 jugó 12 partidos, su equipo ocupó la tercer posición y se clasificó a la Copa Sudamericana 2014. Mientras que en el Clausura 2013 disputó 11. El 8 de diciembre sufrió de una fisura en su pie izquierdo, en el partido contra Bolívar por lo que se perdió es resto del campeonato.
En febrero de 2014 sufrió una lesión de tibia durante un entrenamiento y como consecuencia en abril rescindió su contrato con la institución. Paul expreso un mensaje de agradecimiento a los hinchas por los casi dos años en los que defendió la camiseta de San José.

### Petrolero de Yacuiba
Luego de superar su lesión sería fichado por Petrolero de Yacuiba y retorna a las canchas, tras ocho meses, el 9 de agosto en el empate 2-2 como visitante ante Jorge Wilstermann en el Estadio Félix Capriles de Cochabamba.
En las temporadas 2015 y 2016 se consolidó en el onceno titular de conjunto chaqueño y fue parte de 66 encuentros en el club, todos como titular.
Su buen momento futbolístico en Petrolero hizo que en febrero de 2016 fuera convocado a la selección boliviana por el entrenador Julio César Baldivieso.
Durante su estadía en el club, fue tentado a jugar para Blooming, pero su fichaje no se pudo concretar y siguió priorizando a Petrolero.
También fue titular en la llave por el descenso indirecto que disputaron ante Universitario del Beni, siendo su último partido con la camiseta de Petrolero el 5 de junio de 2016 en la victoria como visitante 0-3 ante, por el encuentro de vuelta de la llave y que permitió a Petrolero permanecer en Primera División.

### Oriente Petrolero
En junio de 2016 es anunciado como nuevo refuerzo de Oriente Petrolero. Hizo su debut con el refinero el 29 de septiembre en el empate a dos goles ante Sport Boys, entrando como suplente al minuto 53' en sustitución de su compañero Ignacio García.
El 20 de octubre jugaría su último partido, en la caída 0-2 ante The Strongest en el Estadio Hernando Siles de La Paz.

## Fallecimiento
El 22 de noviembre de 2016, Paul se sometió a una cirugía de hernia discal en la clínica Incor de Santa Cruz de la Sierra. Al día siguiente se presentó una hemorragia interna tras la perforación de una arteria y fue intervenido. Como consecuencia presentó un paro cardíaco y se le realizó una cirugía a corazón abierto. Debido a la cantidad de sangre perdida durante la cirugía fue inducido a un coma.
El 6 de diciembre los médicos le declararon la muerte cerebral y, cinco días después falleció en la mañana de 11 de diciembre a sus 24 años.
Tras su muerte recibió varios homenajes póstumos por todos los clubes de la Liga del Fútbol Profesional Boliviano.
Fue enterrado en su pueblo natal Huaracaje, en el departamento del Beni.
Posteriormente la fiscalía inició una investigación por mala praxis.

## Clubes
| Club              | País    | Año         |
| ----------------- | ------- | ----------- |
| Real Mamoré       | Bolivia | 2011 - 2012 |
| San José          | Bolivia | 2012 - 2014 |
| Petrolero         | Bolivia | 2014 - 2016 |
| Oriente Petrolero | Bolivia | 2016        |

## Vida personal
Se casó con Carola Hoyos Ameller, con la que tuvo un hijo, Bruno.